# Руанда на Универсиадах
Руанда принимает участие в Универсиадах начиная с летней Универсиады 1983 года в Эдмонтоне. На зимних Универсиадах спортивная делегация Руанды не участвовала ни разу.
На настоящее время (после летней Универсиады 2021 и зимней Универсиады 2023) спортсмены Руанды на всех Универсиадах медалей не завоевали.